# Daniel Peixoto
Daniel Peixoto Cordeiro de Farias (Fortaleza, 5 de janeiro de 1986), mais conhecido como Daniel Peixoto, é um cantor brasileiro.

## Biografia
Nascido no bairro da Aldeota, no norte de Fortaleza, mudou-se ainda criança para a cidade do Crato, no interior do estado do Ceará, com sua mãe. Pelo lado paterno é neto do militar e político, Cordeiro de Farias, e hexaneto, pelo lado materno, de José Pereira Filgueiras, capitão-mor do Crato. Lá, passou a frequentar aulas de canto, piano e teatro. Na adolescência, trabalhou como modelo e VJ pela região. Foi em 2005 que, junto ao DJ Leco Jucá, ele formou o Montage, banda de electro-punk tida pela revista Bizz como a "banda que faltava no cenário musical há, pelo menos, 18 anos" e pelo jornal Folha de S. Paulo como "melhor show". A banda mudou-se para São Paulo em meados de 2006. Tocou no Tim Festival ao lado do Vanguart e apresentou-se no programa da Regina Casé, Central da Periferia. Em 2009, o duo se separou amigavelmente e Daniel deu inicio a sua carreira solo. Neste mesmo ano ele abriu o show da banda britânica The Prodigy.
Peixoto passou por um difícil processo de deportação da Inglaterra, onde ele foi interrogado durante nove horas e dividiu uma sala pequena com mais vinte pessoas, dentre estas iraqueanos e iranianos.
Esteve em uma lista de preferências musicais do cantor Justin Timberlake e foi comparado a David Bowie por um jornalista do jornal inglês The Guardian.
Em sua carreira solo, Daniel lançou seu primeiro CD, Mastigando Humanos, no Brasil e no mundo com o EP, Shine. Em 2011, quando esteve em tour pela Europa, participou de uma votação feita pela MTV YGGY, de Nova York, Daniel foi eleito melhor artista da semana.
Daniel desenvolveu a Shine Party, festa em Fortaleza que mistura música, moda e arte. A terceira edição contou com a participação da cantora Gaby Amarantos.
Daniel Peixoto foi o vencedor do Prêmio Dynamite de Música Independente 2012 na categoria "Melhor Álbum de Música Eletrônica", concorrendo com outros nomes de peso, como Gui Boratto. Sua música "Olhos Castanhos" entrou para a trilha sonora da novela Lado a Lado da TV Globo. O novo single, Shine, teve lançamento em 16 de fevereiro de 2013 pela Verdes Mares na TV e dois dias depois na internet.
Em julho de 2013, Daniel gravou o programa do SBT, Gabi Quase Proibida, da Marília Gabriela. Peixoto participou da coletânea "Armazém 73", homenagem aos 40 anos do álbum Secos & Molhados, do grupo de Ney Matogrosso, a música gravada por ele foi O Vira. Finalizando os trabalhos com o álbum, "Mastigando Humanos", Daniel lançou seu último single "Flei" com um box contendo dois remixes novos pela revista Rolling Stone no dia 29 de janeiro de 2014 e anunciou na publicação que o disco sucessor ao de estreia já está sendo gravado.
Em 2015, Peixoto e Leco Jucá anunciaram que o Montage voltaria com uma tour especial, intitulada a "(Re)Volta do Montage", em comemoração aos 10 anos da banda, com lançamento de um vídeo-clipe para a música "My Love Has Green Lips", além de músicas inéditas. O primeiro show aconteceu no dia 4 de abril em Fortaleza na nova edição da Shine Party.
"Crush (Manda Nude)" foi o primeiro single de seu segundo álbum de inéditas, "Massa". Em 2017, Daniel foi aprovado no edital do Laboratório de Música do Porto Iracema das Artes. Neste mesmo ano ele lançou o segundo álbum.
Em 2019 voltou a tv apresentando o programa Porto Dragão Sessions nas Tvs Music Box Brazil e TV Ceará . Em 2020 integrou o line Up do Festival Burning Man e seu disco Mastigando Humanos Remixes recebeu o premio dynamite de música independente como melhor álbum de música eletrônica.

## Discografia

### Álbuns
- Mastigando Humanos (2019)
- Massa (2017)
- Ao vivo no Estúdio Show livre (2017)
- Mastigando Humanos Remixes (2019)

### EPs
- Shine (2011)
- Postal de Amor (2020)

### Singles
- Come to Me (2009)
- Eu Só Paro Se Cair (2011) - #10 German Airplay Chart[31]
- Olhos Castanhos (2011)
- Shine (2013)
- Flei (2014)
- Crush (Manda Nudes) (2016)
- O Vira (2019)
- Postal de Amor (2020)
- La Isla Bonita (2020)

### Com o Montage
- I Trust My Dealer (2008)[32]